# Bekhof
Bekhof is een buurtschap in de gemeente Ooststellingwerf, in de Nederlandse provincie Friesland. Het ligt aan zuidkant van Oldeberkoop, waaronder het ook formeel valt.
De buurtschap kent enige bekendheid vanwege het feit dat er ooit een schans lag. Deze schans, de Bekhofschans werd in de Tachtigjarige Oorlog aangelegd in de Friese waterlinie nadat dorpen in die buurt geplunderd waren door Spaanse troepen. De schans lag langs de weg tussen Oldeberkoop en Boijl, dezelfde weg die de Bekhof heet, ten westen van de beekrivier de Linde en ten noorden van de weg, en controleerde zo de brug over de Linde. De schans zelf is verdwenen. Een kanon dat dienstdeed op deze schans is te bezichtigen in Oldeberkoop.
Aan de andere kant van de Linde loopt de Berkhof door als de Bekhofweg naar Zandhuizen. Zo soms wordt die ook bij de buurtschap gerekend maar feitelijk gezien houdt de buurtschap op bij de Linde. Ten noorden van de kruising met de Bovenweg ligt de buurtschap Deddingabuurt.